# (35064) 1988 RE10
1988 RE10 (asteroide 35064) é um asteroide da cintura principal. Possui uma excentricidade de 0.23378020 e uma inclinação de 2.92299º.
Este asteroide foi descoberto no dia 14 de setembro de 1988 por Schelte J. Bus em Cerro Tololo.